# Gochar
Gochar (lub Gauchar) – miasto w północnych Indiach w stanie Uttarakhand, na pogórzu Himalajów Wysokich.
Populacja miasta w 2001 roku wynosiła 7278 mieszkańców.